# Luna (ópera)
Luna es una ópera escrita por el músico pop José María Cano, exintegrante del grupo de música pop Mecano. Tan sólo ha sido representada una vez, en versión concierto, en 1998 en el Palau de la Música de Valencia.

## Historia del proyecto

### Gestación
José María Cano comenzó a gestar el proyecto en 1992, después de que la soprano Montserrat Caballé grabara una versión de su tema Hijo de la Luna, producida y arreglada por el mismo Cano. Ante el buen resultado obtenido, Caballé le señaló que podría ser un gran compositor de música lírica, por lo que le animó a probar en ese terreno. A partir de ese momento, tomada desde 1992 la decisión de la separación temporal de Mecano, el músico comienza a componer un drama lírico tomando como base la historia que narra Hijo de la Luna.
El proyecto le llevará varios años de intenso trabajo e investigación, prácticamente enclaustrado en su casa-estudio de Londres, y a él se irán sumando figuras de relevancia en el mundo de la música clásica, como el tenor Plácido Domingo, que desde un principio le presta su apoyo y confianza.
Cuando la ópera está casi terminada, Cano ofrece al Teatro Real de Madrid que sea estrenada allí pero su petición es denegada finalmente por el Patronato del Real, en parte por las reacciones en contra de la crítica especializada, que duda de la capacidad del músico para componer una ópera y de sus conocimientos de orquestación. Aunque parte del mundo artístico le ofrece su apoyo, incluso con una recogida de firmas, finalmente el estreno no se lleva a cabo.

### Grabación
Desilusionado tras el estreno fallido, Cano decide en 1997 grabar un CD con extractos de la ópera titulado Luna: romanzas, canciones y danzas. Para ello cuenta con la colaboración de la Orquesta Sinfónica de Londres y de grandes voces del mundo de la lírica: Plácido Domingo ("Antonio"), Ainhoa Arteta ("Lola"), Renée Fleming ("Luna") y Teresa Berganza ("Mercedes").
El disco, producido por Joan Albert Amargós y el propio José María Cano, es editado por la compañía discográfica Santa Teresa Records, creada por el músico. La portada y el diseño son obra del pintor Julian Schnabel. De él se extrajeron cuatro sencillos para su promoción: Te quiero morena, Pasodoble de la Luna (incluyendo dos versiones, larga y corta), Arrorro, arrorro (publicado en apoyo de la Fundación Inocente, Inocente) y Y nos vamos pa’ Belén (incluido también en un álbum colectivo de villancicos editado para Navidades).
Aunque despreciado por la crítica especializada una vez más, el disco es un gran éxito de ventas a nivel popular, vendiendo 125.000 copias, lo que la convierte en la ópera más vendida hasta ahora en España. Este éxito, junto con el retorno del grupo Mecano en 1998 con un recopilatorio de gran éxito, ayudó a Cano a recuperarse de la grave crisis económica en que el proyecto le había sumido, y en el que, según confesión propia, había invertido 40 millones de pesetas (unos 240.000€).

### Presentación en público
Después del éxito obtenido por la versión grabada, Cano logra estrenar una versión en concierto de la ópera a manera de presentación del disco y también como un adelanto de lo que podría ser su completa representación. El concierto tiene lugar el día 15 de junio de 1998 en el Palau de la Música de Valencia y en él participan el Coro de Valencia y el de la Escolanía de Nuestra Señora de los Desamparados, la Orquesta Sinfónica de la Comunidad Valenciana, dirigida por Yves Abel, y los cantantes Plácido Domingo ("Antonio"), Ainhoa Arteta ("Lola"), Ignacio Giner ("Antonio"), María José Martos ("Luna") y Agnes Baltsa ("Mercedes"). Las dos últimas lo hacen en sustitución, respectivamente, de Renée Fleming y Teresa Berganza, que participaron en la grabación del disco pero no estuvieron presentes para esta ocasión. En el concierto, que fue todo un éxito, se ofrecieron tres pasajes que no aparecían en la grabación: Conjuro, Fuego de amar y la Marcha nupcial inglesa.
En ese momento, José María Cano todavía no considera Luna como un proyecto acabado. En 2001 anuncia que el estreno teatral se llevaría a cabo en Valencia en el año 2003, hecho que no tuvo lugar. En el verano del año 2006, durante el Encuentro Mundial de las Familias, celebrado en Valencia, Cano, al frente de una pequeña orquesta y con la colaboración de Montserrat Caballé, interpretó ante el papa Benedicto XVI un Padrenuestro sobre el Epílogo de su ópera.

## Sinopsis
El argumento de Luna no está del todo claro, ya que ha sido resguardado por el propio autor para que sólo sea conocido el día de su estreno definitivo. Lo poco que se sabe hasta el momento es gracias al tema Hijo de la Luna y a las distintas arias que se han dado a conocer en la versión grabada: en la Sevilla de 1810, una gitana llamada Lola pide a la Luna que le conceda la dicha de casarse con el gitano Antonio. La Luna le concede el deseo a cambio de que le entregue su primer hijo. El niño nace con la tez blanca y los ojos grises y sin los rasgos de su supuesto padre, por lo que este piensa que es hijo de un payo. Tras interrogarla sobre el verdadero padre del niño, mata a su mujer con un cuchillo y después abandona al niño en el monte junto a un río, donde es recogido por la Luna.

## Composiciones
Las composiciones que fueron incluidas en el disco son:
1. Te Quiero, Morena
2. Llevame niño pal' cura (Acto 2°, escena 3°). Lola no quiere "bodas de Sangre".
3. Pasodoble de la Luna (Acto 2°, escena 2°). Antonio pide a Lola que se case con él. Hay dos versiones, corta y larga
4. Bajo el cielo de Sevilla. Mercedes intenta parar la boda.
5. Jaleo. El sargento Miguel dispara sobre el Mudo.
6. Y nos vamos pa' Belén (Acto 3°, escena 2°). En Navidad Antonio continúa en la cárcel. Ha nacido un niño.
7. Arrorro, arrorro (Acto 3°, escena 2°). Lola canta a su hijo recién nacido.
8. Un gitano sin su honor (Acto 3°, escena 4°). La ley de los gitanos: "lava con sangre..."
9. Epílogo. La Luna recoge a su hijo en el río.

Las no incluidas en el disco pero estrenadas en el concierto fueron:
- Conjuro (Acto 2°, escena 4°). Lola conjura a la Luna en presencia de "los luceros". Aria inédita.
- Marcha nupcial inglesa. Mr. White, borracho, toca el órgano de la catedral. Aria inédita.
- Fuego de Amar (Final, acto 1°). Antonio y Lola se enamoran hechizados por la Luna. Aria inédita.